# Lancaster City FC
Lancaster City FC is een Engelse voetbalclub uit Lancaster, Lancashire.

## Geschiedenis

### Vroege jaren
De club werd in 1905 opgericht als Lancaster Athletic FC en sloot zich meteen aan bij de Lancashire Combination Division Two. Aan het einde van seizoen 1909/10 werd de club opgeheven en datzelfde jaar nog heropgericht als Lancaster Town FC. Na één seizoen in de West Lancashire Football League werd de club terug opgenomen in de 2de klasse van de Combination. Na de 2de plaats in 1914/15 verwachtte de club veel maar de Eerste Wereldoorlog riep even een halt toe aan de opmars van de club.

### Ontgoocheling
Na de oorlog ging de club op zijn elan verder en haalde goede noteringen. Hierdoor deed de club een aanvraag om toegelaten te worden tot de nieuwe Football League Third Division North. De aanvraag van Lancaster werd afgewezen, hoewel de club het beter deed en meer volk aantrok dan vele andere clubs in hun league die wel toegelaten werden. Samen met Chorley FC, die ook niet toegelaten was, werd Lancaster een succesvolle club in het Noord-Engelse non-league voetbal. In 1938 veranderde de club de naam in Lancaster City, 8 jaar nadat Lancaster stadsrechten kreeg.

### Gouden periode
In de jaren 30 won City enkele keren de Combination. In de FA Cup deed de club het ook vaak goed al speelde de club vaak de 2de viool naast rivaal Morecambe FC en prestigieuze clubs als Preston North End, Blackpool FC, Burnley FC en Blackburn Rovers. De club had ook veel bijstand en had soms 3000 supporters. Na de Tweede Wereldoorlog bleef de club succes hebben in de Lancashire Combination en Lancashire Junior Challenge Cup.

### Zware tijden
In 1970/71 sloot de club zich aan bij de Northern Premier League. De volgende 12 jaar daalde het gemiddelde aantal toeschouwers van 1500 naar 250. Door financiële moeilijkheden verliet de club de League in 1982 en werd medeoprichter van de North West Counties League. In 1984/85 degradeerde de club voor het eerst in zijn bestaan. De club werd ontbonden maar al snel heropgericht als City of Lancaster AFC, maar speelde toch gewoon onder de oude naam verder.

## Records
- grootste overwinning: 17-2 tegen Appleby FC, (FA Cup voorronde in 1915)
- zwaarste nederlaag: 0-10 tegen Matlock Town in de Northern Premier League in 1974
- hoogste transfersom betaald: £ 6.000 voor Jamie Tandy van Droylsden FC in 2006
- hoogste transfersom ontvangen: £ 25.000 van Birmingham City voor Chris Ward in 2001 en £ 25.000 van NAC Breda voor Peter Thompson in 1999
- hoogste opkomst: 7500 (datum en tegenstander onbekend)